# 天枷美春
天枷美春（あまかせみはる、3月16日 - ）は、CIRCUSのアダルトゲーム『D.C. 〜ダ・カーポ〜』およびその派生作品の登場人物。

## 概要
芳乃さくらがアメリカへ行った後、主人公朝倉純一とその義妹朝倉音夢と出会った幼馴染。特に音夢に懐いており、同じ風紀委員会の中で常に行動を共にしている。そのためか「わんこ」という通称がついている。純一達より学年が1つ下で、D.C.の舞台となった2002年時点では風見学園2年1組に所属。身長153cm、体重39kg、3サイズは上から78/54/83。血液型はO型。
元気で明るく無邪気な性格で周囲を和ませるものの、自分の暴走を止められない。忘れっぽくもあり、いつも純一をやきもきさせる。しかしながら意外と物事を冷静に見るしっかりした面もある。基本的に誰からも好かれるタイプで友達が多く、後に同級生の月城アリスとは親友同士になる。
純一と音夢が義理の兄妹であることは知らず、2人の関係に夢見ているようなところがあるものの、音夢に配慮して遠くから楽しく見守る。中学生になるまでは純一を「お兄ちゃん」と呼んでいたが、今は「朝倉先輩」と呼んでいる。意外と頑丈。 
音夢がいなくなった後、アリスを風紀委員に誘ったという裏設定がある。
D.C.より後の作品には登場していないが、美夏などの関連キャラクターは色々と登場しており、美春のテーマ音楽はさくらのテーマ音楽よりも多くアレンジされている。さくらが「天枷研究所の所長とは友達」と言っているなど、父親の後を継いで天枷研究所の所長になっているような描写もある。

### 家族構成
父親は純一の担任の白河暦が研究員として勤める天枷研究所の所長で、存在そのものが冗談の様なマッドサイエンティスト。母親に関しては作中では殆ど触れられていないが、健在であるらしい。父親とは血が繋がっていないという噂がある。

### 特技
勉強は苦手だが、手先が器用でバナナ型のクッションを自作したり、壊れてしまったアリスの人形「ピロス」も直したりしている。料理も得意でその腕前は純一にプロ級と言わしめるほど。

### 好きなもの・嫌いなもの
バナナには目が無く、自他ともに認めるバナナ好きで、見つけると我を忘れる程である。本人曰く「バナナを食べない状態が続くと禁断症状が出る」とのこと。また「バナナに対する嗅覚は人の十万倍」である。また、バナナを材料としたチョコバナナやバナナクレープも好む。
犬と朝倉先輩も好きだが、音夢に配慮して純一には気のある素振りを見せない。
嫌いな食べ物は酢豚。嫌いな物は高いところと速いもの、クラシック音楽。
日本人形を怖がる。
大人しくしていることが苦手で、賑やかに騒ぐのが好き。

## ゲームにおける天枷美春

### D.C.
美春シナリオに登場する天枷美春は実はロボットであり、本物の美春は猫を助けようとして木から落ちた事故により意識不明となっている。動力源は太陽光とゼンマイで、首からぶら下げた鍵は実は背中にある穴に挿してゼンマイを巻くためのものである。また、美春とロボ美春でヘアバンドの色が異なり、美春は白、ロボ美春は緑で区別されている。
事故の知らせを聞いて狼狽するクラスメイト達や純一と音夢。そこへ無傷な姿で姿を現す美春は軽い打撲で済んだという。しかし突然倒れてしまい、純一は美春を保健室へと連れて行く。そこで純一は美春が影武者ロボットであることを知らされ、この世界のことをよく知らない美春のお目付け役となる。

このため、美春ルートで純一が関係を持つのはロボ美春の方。エンディングでは意識を取り戻した美春が元気いっぱいの笑顔で登校するカットが使われているものの、愛したロボ美春は帰らぬ人となっており、D.C.のシナリオでは一番のアンハッピー展開となっている。

### D.C.W.S./S.V./F.S./A.S.
D.C.と同じ年のクリスマスを描いた『D.C. White Season 〜ダ・カーポ ホワイトシーズン〜』、翌年の夏を描いた『D.C. Summer Vacation 〜ダ・カーポ サマーバケーション〜』、それらのコンシューマー版リメイク『D.C. Four Seasons 〜ダ・カーポ〜 フォーシーズンズ』およびD.C.F.S.のPC移植版『D.C. After Seasons 〜ダ・カーポ〜 アフターシーズンズ』では人間の天枷美春として登場。D.C.W.S.とD.C.F.S.・D.C.A.S.の冬編では付属3年生、D.C.S.V.とD.C.F.S.・D.C.A.S.の冬編以外では本校1年生になっている。D.C.W.S.とそのリメイクシナリオであるD.C.F.S.・D.C.A.S.の冬編で攻略可能である。
冬編（White Season）では他のヒロインとは異なり、純一とは付き合っておらず、寿命になって動かなくなったはずのロボ美春（「ミハル」と表記。通称「ミハたん」）の助けを借りて純一に告白する。なお、ロボ美春は本物と区別する為に緑のヘアバンドをしている。
また夏編（Summer Vacation）ではサブキャラとして登場。相変わらず「わんこ」として音夢にくっついている。ボケぶりも健在で、親友のアリスからはツッコミを入れられることが多くなった。

### ことり Love Ex P
『ことり Love Ex P』では白河ことり以外でそれまでの攻略対象ヒロインの中で唯一登場している。大学4年生で純一の飲み友達となっている。

### D.C.II
美春自身は直接登場しないが、天枷研究所の所長を務めていると推測される描写がある。前作から53年後を描いた『D.C.II 〜ダ・カーポII〜』には、ロボ美春と同一シリーズのロボットである天枷美夏が登場する。美春とは対照的にバナナは嫌い(実は大好き)だが、動力源として8時間に1度バナナを摂取しなければならなかった。
『D.C.II Spring Celebration 〜ダ・カーポII〜 スプリング セレブレイション』において美夏がつけているヘアバンドは眠りにつく前に、今の所長から貰ったとのことである。

### D.C. Dream X'mas
どちらの場合でもロボ美春は登場せず、本人が登場する。
『D.C. 〜クリスマスミライコイユメ〜』では、美春は卒業した後の世界から53年後の世界に現れており、純一たちより年上になっている。商店街で美夏と出会い、1000本中1本の貴重なバナナ「ワン・オブ・サウザンド」を賭けて美夏と壮絶なバナナ早食いバトルを挑む。勝負は引分けでワン・オブ・サウザンドは仲良く分け合い、バナナ好き同士の友情が生まれていた。
『D.C.II 〜Day Dream Believer〜』ではループした世界で音夢と共に未来から来た義之達に協力する。

### D.C.4
サクラの国（これまでの作品の世界）における美春の対存在だと思われる、ミズの国（本作の世界）の美春が登場。ミズの国の初音島と言える三日月島にある天枷研究所の所長の娘であり、自身も博士と呼ばれる研究者。有里栖ルートでのみチャットアプリを介する形で登場するため、立ち絵は存在しない。かろうじてPC画面に映っている顔だけは確認できるが、対存在だけあってサクラの国の美春と瓜二つである。しかし、性格は正反対で控えめで大人しい。

## アニメにおける天枷美春

### D.C.
第3話、第14話、第24話で主演。
第3話からロボットに入れ替わって登場。純一にだけロボットである事を打ち明ける。しかし、音夢と一緒に見た初めての映画に興奮して煙を出し正体がばれてしまう。
ロボットと入れ替わったのは、木に登った頼子（猫）を助けようとして木に登り、誤って転落し重傷を負ったことからと推測される。その時には既に美春そっくりのロボットが作られており、重傷の美春の代わりに入れ替わった。
ロボットの美春の動力源はソーラーパワーとゼンマイという超ハイブリッドな仕様となっている。背中にある穴はゼンマイを巻くためのカギの挿入口で、ゼンマイを巻くと、艶かしい声をあげる。美春いわく「くすぐったい」とのこと。
最終話のエンディングでは無事に復活した美春が登場している。当初、美春のつけていたヘアバンドは緑色だったが、この時はゲームと同じ白色になっていた。

### D.C.S.S
第1話から朝倉純一のサポート部隊として登場する。
下駄箱に音夢の帰島を報せる手紙を預けられて驚きのあまり絶叫し、純一たちに勘違いされた。
その後アイシアが朝倉家に住み込んでいるのに怒った音夢を自宅へ泊めたり、昭島先生の妹を見て、さくらがセクシーで素敵な女性に成長して帰ってきたと勘違いしていた。しかしその後さくらは2年前と殆ど変わらぬ姿で本当に帰ってきた。
純一と音夢のために肝試しをサポート部隊に関わった人物を中心に開催させるが、一人悩むアイシアの「こんなこと（自分の気持ちを捨てて、二人を引き立ててあげる役を買うこと）をして楽しいのか?」との質問にYESと答え、結果としてアイシアの孤立、暴走を加速させてしまった。

### D.C.if
恋人同然の朝倉純一と白河ことりの仲を茶化している。いなくなった音夢のことを気にかけている。

### D.C.II
水越舞佳の言葉から天枷研究所は存在しているが、美春自身は登場しない。

## その他
- （ロボ美春が）ゲーム中で「マターリ」、「カコイイ」など2ちゃんねる用語を使うことがあり、アニメでは2ちゃんねるらしき掲示板へ投稿する描写もある。
- 『Wind -a breath of heart-』ビジュアルファンブック1付属のドラマCDにおいて、同作品のキャラクターたちと共演したことがある。
- 美春シナリオが始まる日と美春が木から落ちる日は何日か離れているのだが、その間にも美春は普通に登場しているという矛盾が生じている。
- テレビアニメ『D.C. 〜ダ・カーポ〜』DVD-BOXIII付属ブックレットのヒロイン紹介では「風見学園付属3年3組」とされているが、これでは純一・音夢らと同学年になってしまうため誤りである。次に紹介されている水越萌も「風見学園付属3年3組」とされているが、同じ理由により誤りである。DVD-BOXII付属ブックレットで紹介した芳乃さくらと白河ことりのクラスが3年3組であるため、原稿を作成する際に混同したものと思われる。
- D.C. 〜ダ・カーポ〜では鷺澤美咲と同じように隠しキャラクター扱いだった。だが『D.C.P.S. 〜ダ・カーポ〜 プラスシチュエーション』からは条件はあるものの、好感度を上げてルートに入る、普通のキャラクターとなった。しかし当初の名残か、他のキャラクターよりもルートに入るのが早い。
- 前述のように、当初は隠しキャラクター扱いだったが、『D.C. Four Seasons 〜ダ・カーポ〜 フォーシーズンズ』では冬のメインになるまでに昇格した。
- 世界観を同一とする『D.S』にも天枷の名を持つ科学者が登場する。その製作物である天は物を食べられないホログラムでありながら美春や美夏のようにバナナに興味を示すという共通点がある。

## 担当声優
18禁ゲーム版
- 春野日和（初代 - 『D.C.W.S.』まで）
- 佐々留美子（『D.C.P.C.』以降）

全年齢版
- 神田朱未（アニメ版、コンシューマ版）
- 竹達彩奈（T.P.さくら）
- 伊藤美来（Re:tune）